# ساول مارتينيز
ساول أسايل مارتينيز (بالإسبانية: Saúl Martínez)‏ (مواليد 29 يناير 1976 في كولون) لاعب كرة قدم هندوراسي دولي يجيد اللعب في خط الهجوم . يلعب حاليا لصالح نادي ماراثون الهندوراسي من سنة 2008 .

## روابط خارجية
- ساول مارتينيز على موقع الاتحاد الدولي (مؤرشف)  (الإنجليزية)
- ساول مارتينيز على موقع رابطة كرة القدم اليابانية للمحترفين (اليابانية)
- ساول مارتينيز على موقع الدوري الأمريكي (الإنجليزية)
- ساول مارتينيز على موقع قاعدة بيانات كرة القدم.إي يو (الإنجليزية)
- ساول مارتينيز على موقع ناشيونال فوتبول تيمز (الإنجليزية)
- ساول مارتينيز على موقع Soccerway.com (الإنجليزية)
- ساول مارتينيز على موقع عالم كرة القدم.نت (الإنجليزية)